# Jacques de Cueilly
Jacques de Cueilly, né en 1544 et mort en octobre 1597, est un prêtre catholique français, théologien à la Sorbonne, curé à Paris et membre de la Ligue. Il quitte la France après l'entrée d'Henri IV dans Paris en mars 1594 et se réfugie à Bruxelles.

## Biographie

### Famille
Jacques de Cueilly naît en 1544 dans une famille de la bourgeoisie parisienne. On compte parmi ses membres Thomas de Cueilly, maître ès arts et docteur en médecine vers 1527 et Jean de Cueilly, régent de la Faculté des arts en 1538, ainsi qu'un avocat au Parlement de Paris. Leur nom vient probablement du hameau de Cœuilly, à Champigny-sur-Marne.

### Théologien
Après avoir été professeur de philosophie, Jacques de Cueilly fait carrière à la Sorbonne. En juin 1568, en tant que procureur de la nation de France à la Sorbonne, il signe l'acte de convocation devant l'assemblée de l'Université des maîtres suspects de protestantisme. 
Il devient prieur puis bibliothécaire puis recteur de la Sorbonne le 16 décembre 1574. Il jure alors de combattre les jésuites. En effet, les théologiens de la Sorbonne sont très gallicans, donc méfiants envers un ordre d'origine espagnole et lié à Rome. De plus, les jésuites sont des concurrents depuis qu'ils ont fondé le collège de Clermont avec l'autorisation du roi Henri II. 
Il est licencié en théologie le 4 février 1576 et docteur le 28 février 1576. Dans son testament rédigé en 1582, alors qu'il est en bonne santé, il semble surtout soucieux de distribuer les livres de sa bibliothèque personnelle à des étudiants. En 1584, il fait don à la Sorbonne d'ouvrages et reliques qu'il a rapportés d'un voyage à Rome et à Jérusalem, dont un calendrier écrit en grec et des actes de conciles,.

### Curé parisien
Il est ordonné prêtre le 7 avril 1576. Il devient curé de la paroisse de Saint-Germain-l'Auxerrois le 6 octobre 1587, à la place de Jacques Baillé, qui est en concurrence avec lui pour cette charge. Baillé y est nommé le 3 octobre 1587 mais résigne deux jours après, probablement forcé, sans que les raisons de ce renoncement soient indiscutablement établies. Jacques de Cueilly prêche habituellement devant ses paroissiens.
En 1591, il devient également curé d'une autre paroisse, celle de Saint-Germain-le-Vieux, sans doute à la place de Pierre de Cheirac, curé jugé peu sûr par la Ligue. Cueilly cumule ces deux cures et les conserve jusqu'à son expulsion de Paris en 1594. Ce cumul, exceptionnel, est rendu possible par les circonstances très particulières de la révolte de la Ligue qui a pris le contrôle de Paris.

### Ligueur

#### Contre Henri III
Jacques de Cueilly est en effet un membre ardent de la Ligue qui dirige Paris en révolte contre le roi Henri III après la journée des Barricades le 12 mai 1588. Il fait partie du Conseil des Seize. Il est député du clergé aux États généraux de 1588-1589,, puis à ceux de 1593. 
Selon Pierre de l'Estoile, il fait partie, avec Jean Boucher, Julien Pelletier, Jean Hamilton et François Pigenat, des prêcheurs les plus actifs et extrémistes de la Ligue. Il affirme avoir entendu, aux États généraux de 1588-1589, le roi Henri III dire sa crainte que l'appétit ne vienne au duc de Guise, à force de manger. Ce dernier est assassiné, sur ordre d'Henri III, le 23 décembre 1588.

#### Contre Henri IV
Après la prise de Chartres par l'armée royale le 19 avril 1591, alors que certains s'en réjouissent dans Paris, il propose à ses paroissiens, de « se saisir de tous ceux qu'on verroit rire ». Le 10 août 1592, il prêche à Saint-Germain-l'Auxerrois contre les Politiques, c'est-à-dire les modérés, et encourage le peuple à aller piller leurs maisons,. 
Le 5 septembre 1593, il désapprouve l'exécution de Pierre Barrière, arrêté avant d'avoir pu exécuter son projet de régicide sur la personne d'Henri IV, au motif que Barrière était « un pauvre homme maladvisé et simple ». Il met au service de la Ligue son enseignement même, en faisant soutenir à son élève Mathieu Le Heurt le 10 février 1594 une thèse sur le sujet : « Quibuscumque praesertim monstris Gallia nunc colluctatur ? », soit « Contre quels monstres la Gaule lutte-t-elle à présent ? », qui tend à démontrer que les Politiques et les hérétiques sont les monstres,,. 
Après l'entrée d'Henri IV dans Paris le 22 mars 1594, ce dernier veut entendre la messe dans l'église Saint-Germain-l'Auxerrois le 24 mars. Jacques de Cueilly interdit l'entrée de l'église à ses vicaires et à ses paroissiens. Il affirme lui-même, dans un texte postérieur, avoir prêché le lendemain 25 mars l'obéissance à Henri IV, quoique de manière ambigüe :

« Vous serez contraints de lui prêter serment, à l'exemple des habitants des autres villes, vous pouvez lui promettre fidélité, mais en réservant l'honneur dû à Dieu, l'obéissance que vous êtes tenus de rendre à la Sainte Eglise, notre mère et au successeur de saint Pierre. »

Pierre de l'Estoile dit le contraire. Selon lui, Cueilly prêche ce jour-là contre Henri IV, s'obstinant à le considérer comme excommunié.

### Exilé
Jacques de Cueilly est arrêté le 25 mars 1594 et incarcéré une semaine. Il est ensuite officiellement proscrit et semble être allé à Rome. Il se réfugie en fait à Bruxelles, dans les Pays-Bas espagnols, sans qu'on sache comment il y parvient. 
Jacques de Cueilly bénéficie d'une pension versée par le roi d'Espagne Philippe II et meurt en octobre 1597.